# ظبي مؤزر
الظبي المُؤَزَّر أو الثَّيْتَل المُؤَزَّر أو الثَيْتَل الآزَر أو ساسابي أبيض الردف (الاسم العلمي:Damaliscus pygargus) هو نوع من الثدييات يتبع جنس الساسابي من فصيلة البقريات.